# Interlock system
L'Interlock System è il regolamento di gioco di ruolo registrato della R. Talsorian Games. È uno dei diretti progenitori del sistema Fuzion (l'altro è l'Hero System). 
È un sistema "basato su abilità", i personaggi sono creati scegliendo le loro abilità ed avanzando in queste individualmente, invece di scegliere una classe di personaggio.
Viene utilizzato principalmente dai giochi di ruolo Cyberpunk 2020 e Mekton, una sua variante viene usata in Teenage manga mutanti e nel gioco di ruolo giapponese Gundam Senki.
Alle abilità e agli attributi (Stats in questo sistema) viene assegnato un valore che può variare da 0 (nessuna abilità/mancanza di addestramento) a 10 (massima abilità possibile per un essere umano). 
Le prove abilità vengono risolte tirando un dado a 10 facce e sommandolo all'abilità e alla Stats rilevanti per la prova. La soglia difficoltà di una prova varia generalmente tra 12 e 20, quindi un personaggio con abilità 10 e Stat 10 riuscirà in praticamente quasi tutti i compiti (salvo fallimenti critici), mentre uno con abilità 0 e Stat 2 (il livello minimo per un essere umano) fallirà in tutti i compiti, salvo i più semplici e anche in quest'ultimo caso riuscirà solo se ottiene un successo critico.
Il sistema Interlock è conosciuto anche per il suo sistema Lifepath (linea della vita), uno strumento usato alla generazione del personaggio per creare un background senza particolari benefici o svantaggi diretti, evitando quindi l'ottimizzazione regolistica del personaggio. 